# Слободан Бранковић
Слободан Бранковић (Обреновац, 1. октобар 1967) српски је бивши атлетичар, који се такмичио у дисциплини на 400 метара. Тренутно је директор и генерални секретар Атлетског савеза Србије.
Првобитно се међународно такмичио за СФР Југославију, коју је представљао на Летњим олимпијским играма 1988. године, али се (попут и других југословенских спортиста) такмичио и као учесник без заставе на Летњим олимпијским играма 1992. године.
Бранковић је био освајач златне медаље у дисциплина на 400 метара на Европском атлетском првенству у дворани 1992. Исте године добио је признање Златна значка од листа Спорт. Учествовао је на светским првенствима у атлетици три пута (1987, 1991 и 1993). Постављао је разне југословенске рекорде у штафети 4 × 400 метара и још увек је носилац свакаквих атлетских рекорда у Србији, на тркама од 100 до 400 метара.

## Каријера
Бранковић атлетику почиње да тренира још у основној школи и 20 година је био професионални спортиста. Данас се сматра да је он једна од највећих српских атлетских легенди.
Током своје атлетске каријере, освојио је безброј медаља. Његово највеће спортско достигнуће је била златна медаља на Европском првенству у дворани у Ђенови 1992. године, као и то што је постао шампион Европе у екипној категорији са АК Црвена звезда 1989. Заузео је четврто место на Првенству света у дворани на 400 метара 1989. у Будимпешти.
Био је члан најбрже беле штафете (4*400 м), која је освојила четврто место на Светском првенству у Токију 1991. године. Поред тога, освајач је многобројних балканских и медитеранских медаља, а био је и представник Европе на Светском купу у Хавани, као и учесник Олимпијских игара 1988. у Сеулу и 1992. у Барселони. Он је и данас актуелни рекордер у шест дисциплина, на отвореном; 100 м, 400 м, 4*400 м; у дворани; 200 м, 400 м, 4*200 м.
Године 1992, проглашен је за најбољег спортисту Југославије у свим анкетама и добитник је Октобарске награде града Београда, као и националног признања Републике Србије, за остварене резултате у спорту.
Након завршетка каријере активног спортисте, Бранковић завршава стручно образовање на Факултету Браћа Карић, на ком је стекао звање дипломираног менаџера у спорту. Потом завршава и мастер студије на Факултету Јунион, стиче звање мастер менаџера.
Од 1.марта 2008. године, Бранковић обавља функцију генералног секретара Атлетског савеза Србије, а од 2017. као директора.
Године 2010. постаје директор организације Европске конвенције и Екипног првенства Европе, 2011. постаје директор Екипног првенства Европе, док 2013. директор Европског првенства у кросу
Од 2015. до 2017. је председник Локалног организационог одбора Европског атлетског првенства у дворани, које је одржано у Комбанк арени од 3. до 5. марта.
У том периоду, проглашен је за најбољег секретара од стране Спортског савеза Србије и добитник је престижне Мајске награде.